# Spuitbus

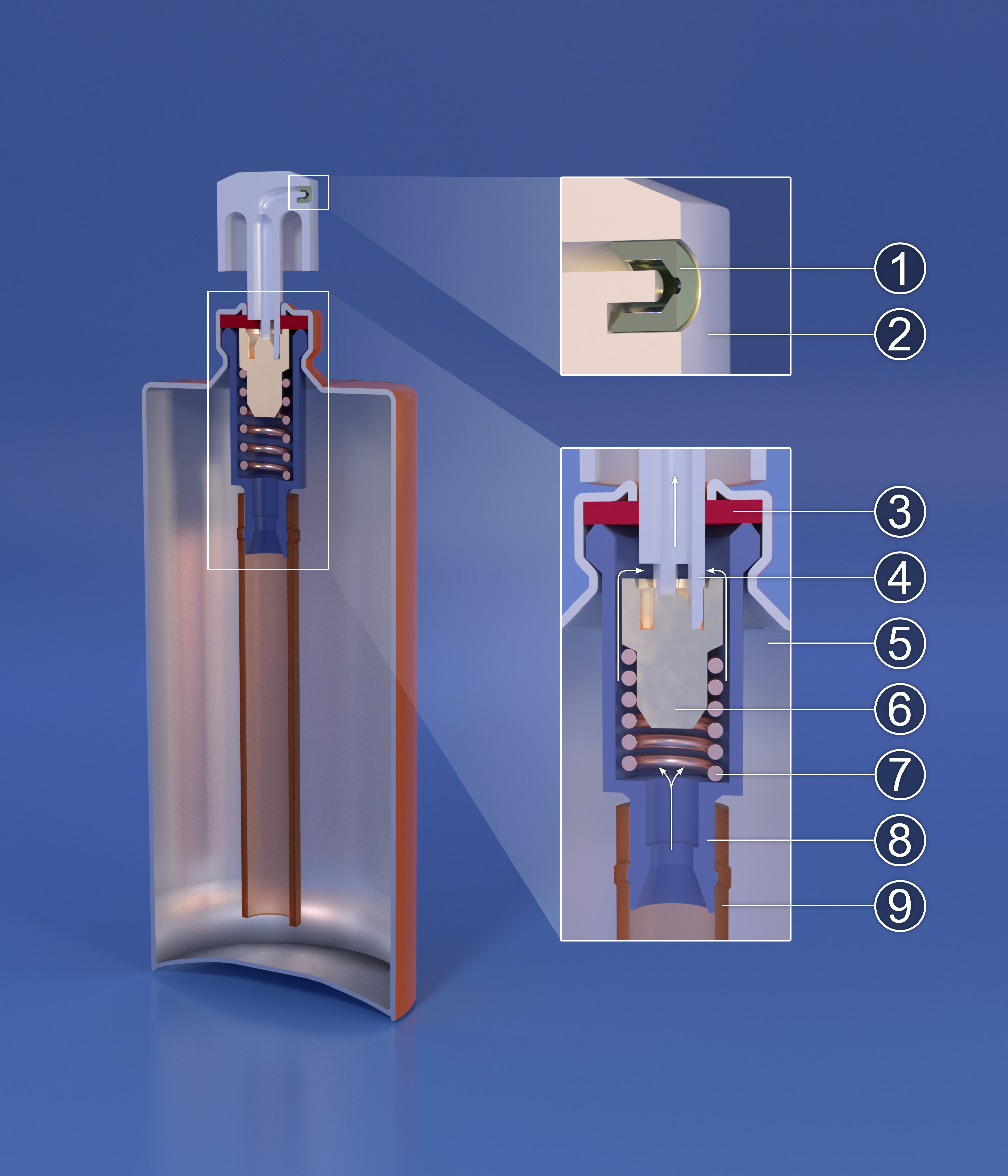
Doorsnede van een spuitbus

Een spuitbus is een verpakkingsvorm. Het bestaat uit een houder van blik, aluminium of glas. De inhoud van de spuitbus bestaat uit een werkstof en een drijfgas. Drukt men op het ventiel, dan perst het drijfgas de werkstof naar buiten in de vorm van een nevel, een schuim of een poeder.

## Geschiedenis
De eerste voorlopers van de spuitbussen zoals we die nu kennen, dateren van eind 18e eeuw. Halverwege de 19e eeuw werden de eerste metalen spuitbussen getest. Deze waren vanwege hun gewicht en omvang geen commercieel succes. In 1899 namen Helblin en Pertsch een patent op een spuitbus waarin methyl- en ethylchloride als drijfgas werd gebruik.

### Erik Rotheim
De Noor Erik Rotheim wordt over het algemeen gezien als de uitvinder van de moderne spuitbus. Hij verbeterde bestaande patenten en patenteerde zijn uitvinding in 1927 in Noorwegen en in 1931 in de Verenigde Staten. Zijn vinding werd op commerciële basis gebruikt voor de productie van onder meer verfspuitbussen.

### Doorontwikkeling in WO II
De Tweede Wereldoorlog was de aanleiding voor de verdere ontwikkeling van de spuitbus. In 1942 kwamen meer soldaten om het leven door infectieziekten dan door oorlogshandelingen. Men zocht daarom naar een betere manier om ziekten verspreidende insecten te bestrijden. De Amerikanen Lyle Goodhue en Sullivan waren reeds voor de oorlog bezig met de ontwikkeling van een spuitbus voor de bestrijding van insecten. Hun werk kreeg een sterke impuls door de behoefte van het leger aan een product waarmee soldaten eenvoudig zelf insecten konden bestrijden. Het resultaat was een zware, enigszins op een bom gelijkende, spuitbus. Gedurende de Tweede Wereldoorlog werden reeds zo'n vijftig miljoen van deze 'insecticide-bommen', zoals ze wel werden genoemd, door het Amerikaanse leger gebruikt.

### Beschikbaarheid voor consumenten
Na afloop van de Tweede Wereldoorlog kwamen de overtollige legervoorraden spuitbussen beschikbaar voor verkoop aan consumenten. Gezien de succesvolle acceptatie van deze spuitbussen waren bedrijven geïnteresseerd in commerciële exploitatie. De gebruikte houders waren echter zwaar en kostbaar, terwijl ook de dure ventielen een succesvolle commercialisatie in de weg stonden. Men vond echter een oplossing door het bierblikje aan te passen en dat te voorzien van een in massa geproduceerd ventiel. De eerste van dergelijke spuitbussen kwamen eind 1946 op
de Amerikaanse markt. In Europa werden in 1950 de eerste 50.000 spuitbusjes vervaardigd in Engeland. Een paar jaar later volgde de introductie in Nederland. Inmiddels worden er jaarlijks meer dan 5 miljard spuitbussen geproduceerd in Europa.

## Wetgeving

### Aerosolrichtlijn

Omgekeerde epsilon

Voor de spuitbus bestaat een aparte Europese richtlijn, de zogenaamde Aerosolrichtlijn (in het Engels: Aerosol Dispenser Directive). Hierin wordt gedefinieerd wat een spuitbus is en aan welke wettelijke eisen een spuitbus moet voldoen. Om aan te geven dat een spuitbus aan de wettelijke eisen van de Aerosolrichtlijn voldoet, plaatst de fabrikant een 'omgekeerde epsilon' op de spuitbus. De Aerosolrichtlijn wordt regelmatig aangepast aan de laatste stand der techniek (ATP). In de meest recente aanpassing wordt het bijvoorbeeld mogelijk om bij het gebruik van niet-brandbare samengeperste gassen of opgeloste gassen als drijfgas, een interne druk tot maximaal 15 bar te gebruiken. Hierdoor wordt dit type drijfgas beter bruikbaar voor toepassing in een spuitbus.

### Warenwetbesluit Drukverpakkingen
De Aerosolrichtlijn is in Nederland geïmplementeerd via het Warenwetbesluit Drukverpakkingen. Hieronder vallen, naast spuitbussen, ook frisdrankflessen.

## Techniek
Bij spuitbussen met vloeistof loopt in de spuitbus van het spuitstuk aan de bovenkant tot vlak boven de bodem een pijpje, waardoor de vloeistof als gevolg van de druk van het drijfgas omhoog gestuwd wordt. Bij spuitbussen met slagroom of andere stroperige inhoud ontbreekt dit, en moet de spuitbus ondersteboven gebruikt worden. In een spuitbus zit regelmatig een schudkogel, om zo ervoor te zorgen dat de vloeistoffen goed mengen.

## Toepassingen
Spuitbussen worden onder andere gebruikt voor:
- Verf (zie ook graffiti)
- Persoonlijke verzorging: deodorant, parfum, haarlak, scheerschuim.
- Met voedingsmiddelen, zoals slagroom.
- Om lucht te blazen, bijvoorbeeld om stofdeeltjes te verwijderen, of met een toeter om lawaai te maken. Een spuitbus om een fietsband op te pompen bevat vaak tevens middelen om een gaatje in de band te kunnen dichten.
- Om op te vullen of te verbinden, zoals lijm en purschuim, of een vulkaniseermiddel.
- Smeermiddelen, zoals kruipolie, teflonspray, siliconenspray, vaselinespray, etc.
- Zinkspray, ter bescherming van ijzeren voorwerpen.
- In de elektrotechniek, om bijvoorbeeld contacten te beschermen, schoon te maken of om componenten te bevriezen.
- Als feestartikel. De spuitbus kan bijvoorbeeld gemakkelijk te verwijderen slierten spuiten.
- Pepperspray, traangas (bij een spuitbus: traangas opgelost in een vloeistof).
- Met gifstoffen om ongedierte te bestrijden.

Als, zoals bij verf, de vloeistof de neiging heeft te ontmengen, wordt in de spuitbus een zware metalen kogel toegevoegd zodat het mengsel door schudden kan worden gehomogeniseerd.
Vooral bij spuitbussen met lijm, verf en zinkspray, kan soms het spuitmondje verstopt raken. Om dat te voorkomen kan met de spuitbus even ondersteboven gespoten worden, zodat er alleen met drijfgas geblazen wordt en het spuitmondje gereinigd wordt.
Een spuitbus met polyurethaanschuim wijkt van de andere af, omdat die spuitbus ondersteboven gebruikt wordt. Om het spuitmondje schoon te blazen moet deze daarom juist rechtop gehouden worden.